# Стеблівська сільська рада
| Стеблівська сільська рада — колишній орган місцевого самоврядування у Хустському районі Закарпатської області з адміністративним центром у с. Стеблівка. Сільській раді підпорядковані населені пункти: - с. Стеблівка |

## Склад ради
Рада складається з 14 депутатів та голова.

## Керівний склад сільської ради
| ПІБ                         | Основні відомості                                                 | Дата обрання | Дата звільнення |
| --------------------------- | ----------------------------------------------------------------- | ------------ | --------------- |
| Зубова Ганна Петрівна       | Сільський голова, 1959 року народження, освіта,вища, позапартійна | 26.03.2006   | 31.10.2010      |
| Лукач Василь Михайлович     | Сільський голова, 1963 року народження, освіта вища, безпартійний | 31.10.2010   | 31.10.2015      |
| Попович В'ячеслав Миронович | Сільський голова, 1987 року народження, освіта вища, безпартійний | 31.10.2015   |                 |

Примітка: таблиця складена за даними джерела